# James Whitbourn
James Whitbourn (1963. augusztus 17. – Kent, 2024. március 12.) angol zeneszerző.

## Életpályája
A Magdalen College-ben tanult Oxfordban. Pályafutását a BBC-nél kezdte, ahol több díjazott programot készített. A BBC Philharmonic-kal közeli kapcsolatot teremtett. Az Isten fia c. miséjét (Son of God Mass) az egész világon sokhelyütt előadták, főleg az USA-ban és Európában. Sorozatot indított a BBC-nél Isten fia (Son of God) címen. 
Több munkát írt, 2005-ben, a The Royal Philharmonic Orchestra Leonard Slatkin vezénylésével bemutatta oratóriumát.

## Pályafutása
- 2000 – Award a Sandford St Martin (miniszterelnök) nyertese (Michael Symmons Roberts költővel).
- 2001 – A Finer Truth bemutatója.
- 2001 – Zenekari pontszám multi díjazott a BBC One Sun of God c. sorozatáért.
- 2002 – A Living Voices bemutatása a szeptember 11-én első évfordulóján levő New York-i hangversenyen.
- 2004 – A Commonwealth Observance-nek írt imáját bemutatják a Westminsteri apátságban.
- 2005 – Az Annelies ősbemutatója, amit a The Royal Philharmonic Orchestrával adtak elő Londonban Leonard Slatkin vezénylése alatt.
- 2007 – Egy Anneliesnek való új hangszerelés bemutatása a Westminster Choir Collegének a Williamson Voicese vezénylésével.
- 2008 – Luminosity Philadelphia Cathedral bemutató, U.S. Daniel Stewarttal (brácsa), Westminster Williamson Voice, Schola Cantorum és Blair Academy Singers James Jordan vezénylésével és a Archedream Dance Theaterrel.
- 2009 – Annelies Hollandiában bemutató Anne Frank 80. születésnapja alkalmából Daniel Hope-pal (hegedű) és Arianna Zukermannal (szoprán).

## Fontosabb művei
- Pika (2000; tenor, beszéd, zenekar)
- Son of God Mass (2000; kórus, szaxofon, orgona)
- The Wounds (2001; szoprán, beszéd, húrok)
- Whirlwind (2002; tenor, beszéd, kórus, zenekar)
- Annelies (2004; szoprán, kórus, zenekar) (2006; szoprán, kórus, hegedű, cselló, zongora és klarinét)
- Magnificat és Nunc Dimittis (Collegium Regale) (2005; tenor, kórus, orgona)
- Luminosity (2007; kórus, brácsa, tamtam, orgona, tanpura)